# Aaron Copland
Aaron Copland, född 14 november 1900 i Brooklyn, New York, död 2 december 1990 i North Tarrytown (idag Sleepy Hollow), Westchester County, New York, var en amerikansk kompositör.
Coplands föräldrar var judiska emigranter från Litauen. Från 13-årsåldern tog han pianolektioner, och började sedan även studera musikteori. 1921 träffade han Nadia Boulanger i Paris, och studerade där för henne i tre år. Efter att ha återvänt till USA 1924 skrev Copland sina första verk i tidens modernistiska och avantgardistiska anda, men övergick sedan till att alltmer hämta inspiration från folkmusiken. Under 1930-talet förenklade Copland sina kompositioner ytterligare, något som bidrog till att han stämplades som populist av kritiker men samtidigt tillgängliggjorde honom för en bredare publik. Han kom fortfarande att arbeta parallellt med musik för en smalare publik, något som bl.a. resulterade i pianokvartetten från 1950 där han prövar en ny typ av tolvtonsmusik.
Till Coplands mest kända verk hör Symfoni för orgel och orkester (1924), El Salón México (1936), de tre baletterna Billy the Kid (1938), Rodeo (1942) och Appalachian Spring (1944), Symfoni nr 3 (1944–1946) och en klarinettkonsert (1948), skriven för Benny Goodman. Mest välbekant är kanske Fanfare for the Common Man från 1942, som sedan dess har använts i flera olika sammanhang, bland annat i filmer och tv-program.

## Verklista (urval)
- Fyra motetter (1921)
- Symphony for Organ and Orchestra (1924)
- Grohg; balett, inspirerad av filmen Nosferatu (1922–1925)
- Music for the Theater (1925)
- Dance Symphony (1925)
- Music for the Theatre (1925)
- Pianokonsert (1926)
- Symphonic Ode (1927–1929)
- Pianovariationer (1930)
- Miracle at Verdun (1931)
- Elegies; för violin och viola (1932)
- Short Symphony (1932–1933)
- Hear Ye! Hear Ye!; balett för orkester (1934)
- Statements; för orkester (1932–1935)
- El Salón México (1933–1936)
- Into the Streets May First; för kör (1934)
- What Do We Plant?; för kör (1935)
- Sunday Afternoon Music; för piano (1935)
- The Young Pioneers; för piano (1935)
- The Second Hurricane; opera (1936)
- Billy the Kid; balett (1938)
- An Outdoor Overture; för orkester (1938)
- Lark; för kör (1938)
- Quiet City (1940)
- Pianosonat (1941)
- Lincoln Portrait (1942)
- Fanfare for the Common Man (1942)
- Rodeo; balett (1942)
- Danzon Cubano (1942)
- Music for the Movies (1942)
- Violinsonat (1943)
- Appalachian Spring; balett (1943–1944)
- Symfoni nr 3 (1944–1946)
- In the Beginning (1947)
- The Red Pony (1948)
- Klarinettkonsert; beställd av Benny Goodman (1947–1948)
- Twelve Poems of Emily Dickinson (1950)
- Pianokvartett (1950)
- Old American Songs (1952)
- The Tender Land; opera (1954)
- Canticle of Freedom (1955)
- Orchestral Variations (1957)
- Piano Fantasy (1955–1957)
- Dance Panels; balett(1959)
- Nonet; för 3 violiner, 3 viola och 3 celli (1960)
- Something Wild; soundtrack (1960)
- Connotations for Orchestra (1961–1962)
- Down a Country Lane; för piano (1962)
- Music for a Great City (1964)
- Inscape; för orkester (1967)
- Inaugural Fanfare; för orkester (1969)
- Happy Anniversary; för orkester (1969)
- Duo; för flöjt och piano (1971)
- Threnody No.1: In Memoriam Igor Stravinsky; för flöjt, violin, viola och cello (1971)
- Three Latin American Sketches (1972)
- Night Thoughts: Homage to Ives; för piano (1972)
- Threnody No.2: In Memoriam Beatrice Cunningham; för flöjt, violin, viola och cello (1973)
- Midday Thoughts; för piano (1944/1982)
- Proclamation; för piano (1973/1982)
- Proclamation; för orkester (orkestrerad 1985 av Phillip Ramey)

## Övrigt
Asteroiden 4532 Copland är uppkallad efter Aaron Copland.